# Palazzo Marescotti Brazzetti
Palazzo Marescotti Brazzetti è un edificio storico situato nel centro di Bologna. Oggi ospita la Biblioteca di Musica e Spettacolo dell’Università di Bologna ed è inoltre una sede del Dipartimento delle Arti dell’ateneo.

## Storia
L’edificio ebbe origine agli inizi del Cinquecento, un periodo in cui la famiglia Marescotti ed i Bentivoglio erano in accesa lotta fra di loro. Ercole Marescotti de’ Calvi, alleatosi con il papa Giulio II, fu uno dei fautori della distruzione del palazzo Bentivoglio nel 1507. Si crede infatti che l’attuale portale appartenesse già alla grandiosa residenza dei signori di Bologna. Per vendetta, alcuni uomini guidati da Gaspare Scappi e Galeazzo Poeti distrussero la dimora dei Marescotti. Il legato pontificio Francesco Alidosio diede incarico a Giovanni Beroaldo di ricostruire l’edificio, ma la facciata è ancora oggi incompiuta al di sopra del portico. Gli interni vennero completamente ristrutturati dall’ultimo discendente del ramo senatorio della famiglia, Raniero Marescotti, nel 1680.
In seguito all’estinzione della famiglia, lo stabile venne acquistato nel 1947 dal Partito Comunista Italiano e subì alcuni interventi, dovuti a Pierluigi Cervellati, allo scopo di ospitare la Federazione Provinciale del partito, nonché l’Istituto Gramsci e la redazione cittadina dell’Unità. Dopo lo scioglimento del PC, nel 1997 il palazzo passò nelle mani dell’Alma Mater e, tra il 2003 ed il 2007, si tennero i lavori di restauro dell’intero complesso.

## Descrizione
La facciata incompleta consiste di un elegante portico in stile rinascimentale sovrastato da cornici di marcapiano. Particolarmente elaborata risulta la decorazione dei capitelli corinzi, che presentano lo stemma nobiliare dei Marescotti. Oltre il portale monumentale, lo scalone barocco a due rampre simmetriche e la loggia che dà sul cortile sono opera di Giovanni Giacomo Monti. L’Anticamera, oggi detta Aula del Dioniso fanciullo, venne affrescata da Domenico Maria Canuti con Giove consegna Bacco fanciullo a Mercurio e la Sala dell’Udienza, oggi Aula del Camino, fu decorata da Marcantonio Franceschini in collaborazione con Enrico Haffner, che dipinsero Felsina tra la Guerra e la Pace incoronata dalla Fama. Gli stessi artisti realizzarono Venere che ha disarmato Cupido e Tre putti reggenti la chioma di Berenice nel camerino da toilette.
I fratelli Giuseppe ed Antonio Rolli sono autori, nell’Aula delle Colonne, della Fortuna allattante Giove bambino. Infine il soggetto del Salone da Ballo ha per soggetto principale l’Esaltazione di casa Marescotti dei fratelli Rolli. Le pareti vennero invece affrescate da Giuseppe Antonio Caccioli, allievo di Giuseppe Rolli.